# Rousine
Le Rousine est une rivière du sud-est de la France, qui coule dans le département des Hautes-Alpes, en région Provence-Alpes-Côte d'Azur, et un affluent de rive droite de la Durance, donc un sous-affluent du Rhône.

## Géographie
Le Rousine prend sa source à l'extrémité ouest de la montagne de Charance, à la jonction des communes de Gap, La Roche-des-Arnauds et Rabou, arrose la Freissinouse, Neffes et la partie ouest de Tallard, et se jette dans la Durance à la limite des communes de La Saulce et Curbans.
La longueur de son cours est de 18,3 km. Son principal affluent est le torrent de Baudon, qui descend du pied de la falaise de Céüze, et est long de 11,6 km.

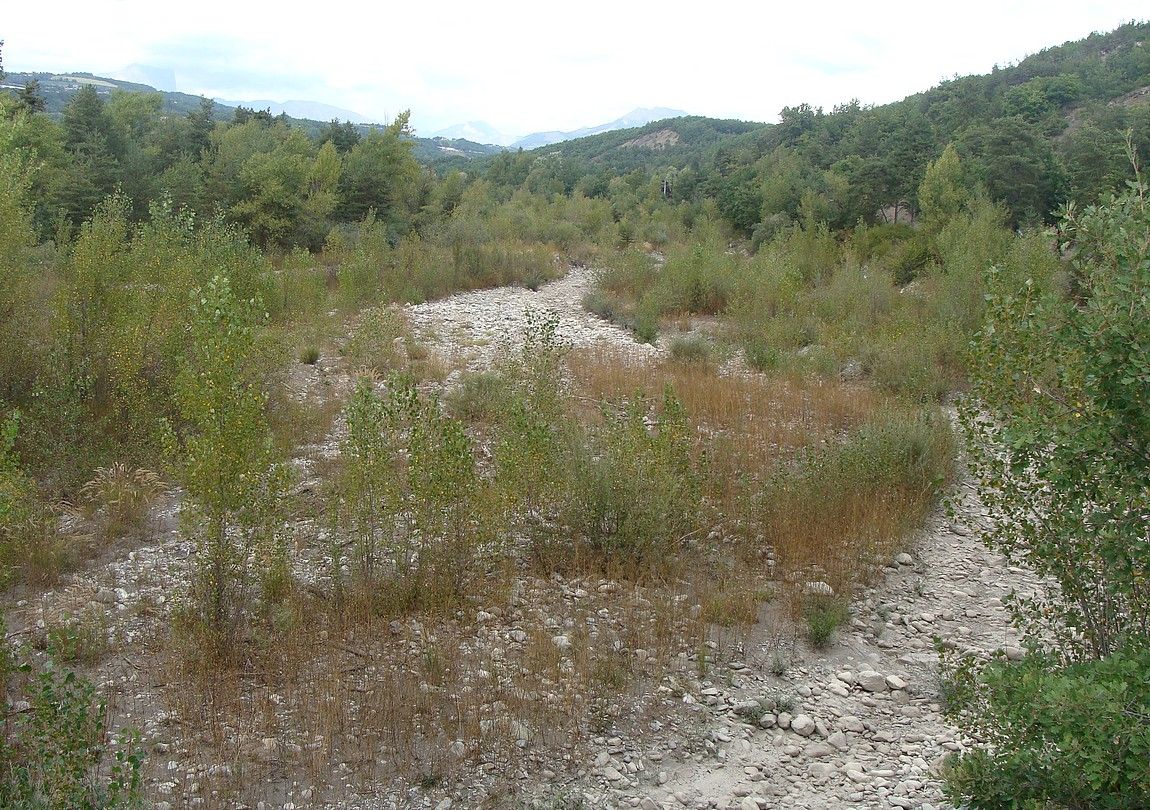
Le Baudon dans la plaine au pied de Fouillouse.